# Mpuono
Mpuono ist eine Bantusprache und wird von circa 165.000 Menschen in der Demokratischen Republik Kongo gesprochen. 
Sie ist in der Provinz Bandundu im Territoire Idiofa verbreitet.
Mpuono wird in der lateinischen Schrift geschrieben.

## Klassifikation
Mpuono bildet mit den Sprachen Boma, Ding, Mfinu, Tiene und Yansi die Yanzi-Gruppe. Nach der Einteilung von Malcolm Guthrie gehört Mpuono zur Guthrie-Zone B80.